# Epidendrum aquaticoides
Epidendrum aquaticoides är en orkidéart som beskrevs av Charles Schweinfurth. Epidendrum aquaticoides ingår i släktet Epidendrum och familjen orkidéer. Inga underarter finns listade i Catalogue of Life.